# Tenacious D
Tenacious D er en amerikansk duo bestående af Jack Black og Kyle Gass. De har udgivet tre albummer - og på alle tre spiller Foo Fighters-frontmanden og tidligere Nirvana-trommeslager Dave Grohl trommer.
De modtog en Grammy Award for Best Metal Performance ved prisuddelingen den 8. februar 2015.

## Medlemmer
- Jack Black – Vokal, guitar (1994 -)
- Kyle Gass – Vokal, guitar (1994 -)

### Studio
- Dave Grohl - Trommer (2001- )

## Diskografi
- 2001: Tenacious D
- 2006: The Pick of Destiny
- 2012: Rize of the Fenix
- 2018: Post-Apocalypto

## Filmografi
- Tenacious D in The Pick of Destiny, som Dave Grohl har spillet Satan i.